# Javier Ontiveros
Javier Ontiveros, né le 9 septembre 1997 à Marbella en Espagne, est un footballeur espagnol qui évolue au poste d'ailier gauche au Cadiz C.F

## Biographie

### Málaga
Passé par le centre de formation du Betis Séville, Javier Ontiveros rejoint le Málaga CF en 2010, où il poursuit son apprentissage. Il fait ses débuts senior avec l'Atlético Malagueño, équipe réserve du club, le 22 août 2015, titularisé contre la Comarca del Mármol en Tercera División. Ontiveros inscrit son premier but le 13 septembre et participe à un succès 2-0 face au CD Rincón. Il se montre rapidement à son aise dans la quatrième division espagnole et réalise un doublé aux dépens de l'Español del Alquián au mois d'octobre. Les performances d'Ontiveros lui valent d'être convoqué en équipe première en novembre par Javi Gracia. 
Le 21 novembre 2015, à l'occasion d'un match de Liga, Ontiveros effectue ses premiers pas avec l'équipe première de Malaga face à l'Espanyol de Barcelone. Entré en jeu en début de seconde période à la place d'Arthur Boka, il ne peut éviter la défaite de son équipe (2-0). Il inscrit son premier but le 26 novembre 2016, lors d'un match de championnat face au Deportivo La Corogne. Entré en jeu à un quart d'heure de la fin du match, Ontiveros donne la victoire à son équipe dans les ultimes minutes de cette rencontre spectaculaire, remportée par les siens sur le fil (4-3).
Pour la deuxième partie de la saison 2017-2018, il est prêté au Real Valladolid, en deuxième division espagnole, où il joue en tout 17 matchs. Pendant ce temps, Malaga termine dernier du championnat, et se voit donc relégué en D2.
La saison 2018-2019 permet à Ontivaros de gagner en temps de jeu à l'échelon inférieur.

### Villarreal CF
Le 20 août 2019, Ontiveros signe au Villarreal CF pour cinq saisons.
Ontivieros inscrit son premier but pour Villarreal le 21 septembre 2019, lors d'une rencontre de championnat face au Real Valladolid. Entré en cours de jeu alors que le score est de zéro à zéro, il provoque le penalty qui permet à son équipe d'ouvrir le score avant de marquer dans les derniers instants de la partie (2-0 score final).

### Prêts
Après un mercato estival qui voit l'arrivée de nouveaux renforts offensifs à Villarreal, Ontiveros, en manque de temps de jeu, est prêté une saison à la SD Huesca.
Le 27 août 2021, Ontiveros est prêté pour une saison au CA Osasuna. Il joue son premier match pour Osasuna le 12 septembre 2021, lors d'une rencontre de Liga face au Valence CF. Il entre en jeu à la place de Kike García lors de cette rencontre perdue par son équipe (1-4 score final). En manque de temps de jeu en Navarre avec cinq matchs disputés pour un but à la mi-saison, Ontiveros rompt son prêt en janvier 2022 afin de rejoindre Fuenlabrada.

### CF Fuenlabrada
Le 29 janvier 2022, Ontiveros signe au CF Fuenlabrada jusqu'en juin 2026, avec la présence d'une option de rachat par le Villarreal CF dans le contrat. Il rejoint un club en difficulté en Segunda División, se battant pour le maintien, et entraîné par Sergio Pellicer (en), qu'il a connu à Malaga. 
Ontiveros fait ses débuts dès le lendemain, entrant en jeu contre le FC Cartegena lors d'une défaite 3-0 comptant pour la 25e journée du championnat. Il reçoit des sifflets à son entrée de la part du public cartagenero en raison de son quasi transfert au club durant ce mercato, rendu impossible par un plafond salarial au maximum de sa capacité.

### En sélection nationale
Javier Ontiveros est membre des équipes de jeunes d'Espagne, des moins de 17 ans aux moins de 19 ans. Avec les moins de 19 ans, il marque notamment un but lors d'un match amical contre l'Italie en janvier 2016.